# Fahrzeugpfleger
Fahrzeugpfleger (auch als Fahrzeugreiniger, Fahrzeugaufbereiter oder Kfz-Aufbereiter bekannt) ist ein Beruf, der sich um die Reinigung von Kraftfahrzeugen dreht. Hierzu gehören insbesondere die Pflege der Karosserie, des Motors, des Innenraums sowie der Scheiben des Fahrzeuges. Beschäftigung finden Fahrzeugpfleger unter anderem in Autowaschanlagen, der Fahrzeugaufbereitung sowie bei Autohändlern und -vermittlern.

## Tätigkeiten
Zu den typischen Tätigkeiten eines Fahrzeugpflegers zählen:
- Vorwäsche und Vorbereitung für die Reinigung (z. B. Antennen abbauen)
- Hochdruckreinigung
- Säubern von Motoren, Felgen, Reifen, Unterböden sowie Fahrzeuginnenräumen
- Polieren und Pflege des Fahrzeuglacks mit speziellem Wachs
- Korrosionsschutz
- gegebenenfalls Umparken
- gegebenenfalls Inspektion auf Schäden und Tauglichkeit des Fahrzeuges, Wartung und Überführungsfahrten durchführen

Dabei können die Prozesse sowohl per Hand als auch maschinenunterstützt stattfinden. Zu den Maschinen zählen beispielsweise Poliermaschinen, Staubsauger, Hochdruckreiniger, Bürsten und Lappen. Außerdem werden unter anderem Reinigungsmittel, chemische Pflege- und Korrosionsschutzmittel, Lacke und Farben eingesetzt.

## Ausbildung und Zugang
Fahrzeugpfleger kann als Ausbildungsberuf in einer zweijährigen dualen Ausbildung gelernt werden. Die Ausbildung findet hierbei im Berufsbildungswerk und in einer Berufsschule statt. Während der Ausbildung werden Betriebspraktika durchgeführt. Am Ende der Ausbildungszeit wird eine entsprechende Abschlussprüfung abgelegt. Während der Ausbildung soll der Führerschein Klasse B gemacht werden; die Kosten hierfür übernimmt gegebenenfalls das Berufsbildungswerk. Besondere Regelungen gelten für Menschen mit Behinderungen.
Für die Ausübung der Tätigkeit wird kein bestimmter Bildungsabschluss und kein Ausbildungsabschluss vorgeschrieben. Die Tätigkeit kann daher auch als Nebentätigkeit erfolgen. Ebenfalls kann eine Ausbildung im Bereich Kraftfahrzeuge oder Berufserfahrung in diesem Gebiet hilfreich sein. Außerdem kann der Führerschein Klasse B als Zulassung verlangt werden, damit zum Beispiel die Fahrzeuge von dem Parkplatz zur Reinigungsstation gebracht werden können.

## Aussicht
Zusätzliche Berufschancen können sich durch eine Aufstiegsweiterbildung als Fachkraft für innovative Fahrzeugaufbereitung eröffnen.